# Jenkins, Kentucky
Jenkins este un orășel în comitatul Letcher, statul Kentucky, SUA. Orașul se află amplasat la altitudinea de 469 m deasupra n.m. în apropiere de "Jenkins Mountain" și granița cu statul Virginia. Jenkins se întinde pe o suprafață de 22,2 km², din care 22,1 km² este uscat, el avea în 2000, 2401 loc.

## Date demografice
La recensământul din 2000, orașul avea 2.401 loc. din care
- 98,0% sunt albi
- 2 % alte grupări etnice

## Personalități marcante
- Francis Gary Powers (1929-1977), pilot